# King Kong (2005)
King Kong is een horror-avonturenfilm uit 2005 van regisseur Peter Jackson, met in de hoofdrol de enorme gorilla Kong. De film is een nieuwe versie van de gelijknamige film uit 1933. De film won drie Oscars.
Al sinds hij als kind de originele versie uit 1933 had gezien was het Peter Jacksons droom om ooit een nieuwe versie van King Kong te maken. Na het overdonderende succes van The Lord of the Rings-films kreeg hij toestemming om met het project te beginnen.
In tegenstelling tot de eerste herverfilming uit 1976 is het verhaal in deze versie niet geactualiseerd, maar speelt de film zich net als het origineel af tijdens de Grote Depressie in de jaren 30 van de 20e eeuw.
De film kwam in de Verenigde Staten uit op 14 december 2005 en ontving positieve reacties.

## Verhaal
In het begin zien we een beeld van het New York van de jaren 30 van de 20e eeuw. De Grote Depressie heeft toegeslagen en overal is armoede. In de straten van New York is Ann Darrow, een werkloze vaudeville-actrice, wanhopig op zoek naar een baan.
Ondertussen heeft Carl Denham, een filmregisseur gespecialiseerd in "safarifilms", zo zijn eigen problemen. Zijn bazen van de filmstudio zijn z'n eeuwige dierenfilms zat en willen dat hij voor de verandering eens een romantische film gaat maken. Carl probeert hen ervan te overtuigen dat de film waar hij aan werkt iets zal worden dat de wereld nog nooit heeft gezien. Hij toont hen een kaart van een nog onbekend eiland en maakt zijn plan bekend daar zijn film op te nemen. Zijn bazen zijn niet geïnteresseerd en wijzen hem de deur. Wanneer Carl hen later afluistert en merkt dat ze nog liever al zijn films verkopen dan zijn nieuwste project te financieren besluit hij tot drastischer maatregelen over te gaan. Hij steelt de film en regelt dat nog diezelfde avond het schip kan vertrekken naar de locatie voor zijn volgende film. Zijn assistent Preston vertelt hem echter dat de hoofdactrice ontslag heeft genomen omdat ze ontdekte dat Carl helemaal niet van plan is in Singapore te gaan filmen, zoals hij haar had wijsgemaakt.
Carl ontmoet Ann al snel. Hij ziet hoe ze wordt betrapt op het stelen van een appel uit een fruitkraam. Hij komt tussenbeide en betaalt de eigenaar. Omdat hij wanhopig op zoek is naar een vervangende hoofdactrice biedt hij Ann de rol aan. Ze twijfelt eerst maar laat zich uiteindelijk overhalen. Ook slaagt Carl erin om scenarioschrijver Jack Driscoll mee te laten gaan met de SS Venture, een klein vrachtschip dat hij heeft gecharterd dat behoort tot de Nederlands-Indische kolonie, dat voor anker ligt in Surabaya. Zo kan Jack tijdens de reis naar de locatie het filmscenario voltooien. Carls bazen hebben zijn diefstal van de films inmiddels ontdekt, maar het schip vertrekt voordat de politie Carl kan arresteren.
Eenmaal op weg maakt Carl bekend dat ze op weg zijn naar een nog onbekend eiland genaamd Skull Island. Hoewel kapitein Englehorn, de kok Lumpy, eerste stuurman Ben Hayes en diens beschermling Jimmy sceptisch reageren op de kaart die Carl hen toont besluiten ze het eiland toch op te zoeken. Intussen wordt Ann verliefd op Jack, omdat ze een groot fan is van zijn toneelstukken.
Wanneer Englehorn bericht ontvangt dat Carl gezocht wordt door de politie besluit hij de zoektocht naar het eiland te staken en Carl in Rangoon over te dragen aan de autoriteiten. Hierop vaart het schip echter in een mistbank en loopt vast op een paar rotsen. Wanneer de mist optrekt blijkt dat ze Skull Island hebben gevonden. Carl, Ann, Jack en de filmploeg gaan meteen aan land. Ze komen in een schijnbaar verlaten dorp dat gebouwd is bij een enorme muur die het dorp van de rest van het eiland scheidt. Het blijkt een val te zijn van de agressieve inheemse bevolking. Mike, de geluidsingenieur, en een matroos laten tijdens de aanval het leven, maar Carl, Ann, Jack, Preston, hoofdacteur Bruce Baxter en cameraman Herb overleven de aanval door tussenkomst van Englehorn en een groep gewapende schippers.
Eenmaal terug op het schip maakt men zich klaar om die avond als het vloed is te vertrekken. Op het laatste moment entert een aantal inheemsen het schip. Ze doden een schipper en ontvoeren Ann. Via een smalle brug wordt ze aan de andere kant van de muur neergelaten. De schippers arriveren om haar te redden, maar zijn net te laat. Carl is er nog getuige van hoe Ann wordt meegenomen door een enorme gorilla.
De schippers ontdekken dat de gorilla, door de inheemse bevolking "Kong" genoemd, slechts een van de vele prehistorische monsters op dit eiland is. Na enige discussie geeft Englehorn Jack en Carl toestemming om samen met een groep gewapende schippers onder leiding van Hayes op zoek te gaan naar Ann. Carl wil van de situatie gebruikmaken om alsnog zijn meesterfilm te maken en neemt Herb, Bruce, Preston en zijn camera mee. Tijdens hun zoektocht heeft de groep een aantal dodelijke ontmoetingen met de lokale fauna en ontsnapt maar net aan een groep op hol geslagen brontosaurussen. Vier mensen, waaronder Herb, vinden de dood. Bruce, Preston en een matroos besluiten om zich af te scheiden van de rest van de groep en terug naar het schip te gaan.
Intussen, dieper in de jungle, doet Ann van alles om Kong ervan te weerhouden haar te doden. Ze probeert enkele van de dansjes en trucs die ze in het theater heeft geleerd, en met succes want Kong blijkt geïnteresseerd. Wanneer Kong haar even alleen laat probeert ze ervandoor te gaan. De reden dat Kong Ann achterlaat is omdat hij ontdekt dat hij gevolgd wordt. Hij confronteert de groep schippers wanneer deze via een boomstam een ravijn oversteken. Kong vermoordt Hayes en smijt de anderen het ravijn in. Drie van de schippers sterven tijdens de val. Ann komt tijdens haar vluchtpoging drie enorme T-Rex-achtige dinosaurussen tegen (in de film geen naam gegeven, maar later "Vastatosaurus Rex" of "V-Rex" genoemd). Kong keert net op tijd terug en vecht met de drie monsters. Ann beseft dat Kong waarschijnlijk haar enige kans is op overleving en staat toe dat hij haar meeneemt naar zijn grot.
De schippers worden in het ravijn aangevallen door enorme insecten en bloedzuigers. De overlevende schippers, waaronder Lumpy de kok, worden levend opgegeten. Kapitein Englehorn arriveert met een tweede reddingsteam, maar slechts Carl, Jack en Jimmy overleven de aanval. Daar de kapitein het te gevaarlijk vindt om verder te zoeken gaat Jack alleen achter Kong en Ann aan. Carl, wiens camera en film werden verwoest tijdens de val in het ravijn, vat het idee op om Kong te vangen als attractie. Hij weet dat kapitein Englehorn een grote hoeveelheid chloroform aan boord heeft, en dat Kong Jack en Ann zal terugvolgen naar het dorp. Die avond arriveert Jack in Kongs grot en neemt Ann mee terwijl Kong afgeleid is door een aanval van enorme vleermuizen. Ze weten nog net het dorp te bereiken voordat Kong hen inhaalt. Kong breekt door de muur heen het dorp in, waar Carl en de overgebleven schippers al klaarstaan met touwen en chloroform. Hoewel hun plan eerst lijkt te falen weet Carl Kong uiteindelijk uit te schakelen door een volle fles chloroform stuk te gooien in het gezicht van de gorilla. Hij maakt zijn plan bekend om Kong tentoon te stellen als "het achtste wereldwonder".
Enkele maanden later in New York heeft Ann, die weigerde mee te werken aan de tentoonstelling van Kong, werk gevonden als danseres. Jack, eveneens tegen het idee Kong tentoon te stellen, bezoekt een theaterstuk dat hij geschreven had voor Ann. In een Broadway-theater wordt Kong die avond tentoongesteld voor een volle zaal. Om de show wat op te voeren wordt er een voorstelling gegeven over hoe "Ann" (in werkelijkheid een stand-in) werd geofferd aan "het beest". Kong, kwaad vanwege de nep-Ann voor hem en van de flitsers van de fotografen breekt echter uit zijn ketenen. Jack probeert Kong weg te lokken uit de dichtbevolkte gebieden wat een hectische achtervolging tot gevolg heeft. Wanneer Ann opduikt kalmeert Kong pas. Hij vlucht met haar naar Central Park waar het leger hem aanvalt.

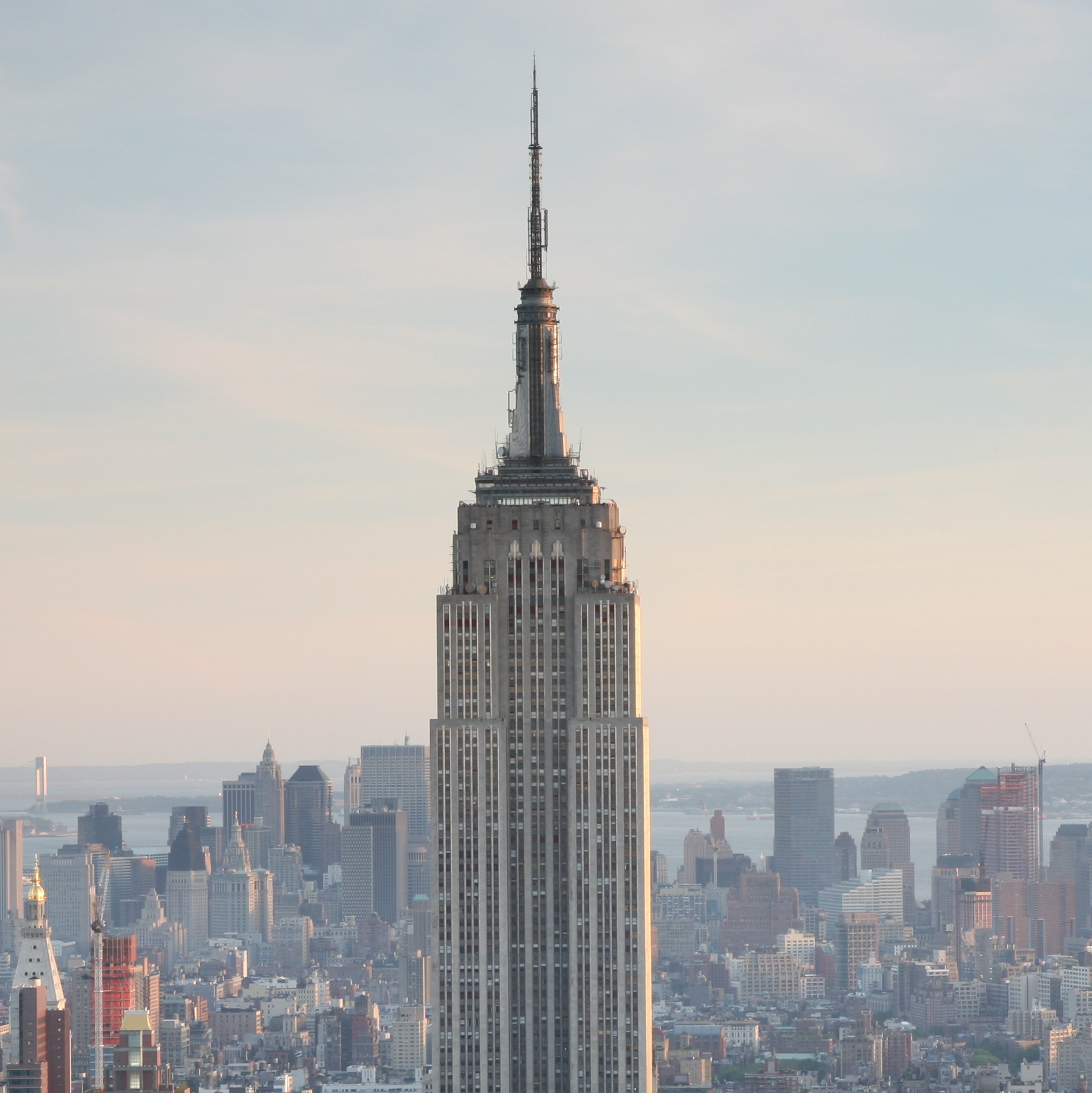
Het Empire State Building, die King Kong beklimt in deze film en in het origineel van 1933.

Hierop vlucht Kong met Ann naar de top van het Empire State Building, waar hij wordt aangevallen door zes dubbeldekkers, bewapend met machinegeweren. Ann probeert de aandacht van de piloten te trekken en hen op te laten houden met hun aanval, maar tevergeefs. Kong slaagt erin drie van de vliegtuigen neer te halen, maar valt uiteindelijk dodelijk gewond van de vele kogels van de wolkenkrabber. De film eindigt met een gedesillusioneerde en beschaamde Carl die te midden van enkele journalisten bij het lijk van antiheld Kong de beroemde eindzin uit de originele film uitspreekt: It wasn't the airplanes, it was Beauty killed the Beast.

## Rolverdeling
| Acteur             | Personage                        | Opmerkingen                    |
| ------------------ | -------------------------------- | ------------------------------ |
| Naomi Watts        | Ann Darrow                       | Actrice                        |
| Adrien Brody       | Jack Driscoll                    | Scenarist                      |
| Jack Black         | Carl Denham                      | Regisseur                      |
| Thomas Kretschmann | Englehorn                        | Scheepskapitein van de Venture |
| Evan Parke         | † Ben Hayes                      | Eerste stuurman                |
| Andy Serkis        | † Lumpy en † King Kong           | Scheepskok                     |
| Colin Hanks        | Preston                          | Assistent van Carl             |
| Jamie Bell         | Jimmy                            | Scheepsjongen                  |
| Lobo Chan          | † Choy                           | Schoonmaker op de Venture      |
| Kyle Chandler      | Bruce Baxter                     | Acteur                         |
| John Sumner        | † Herb                           | Cameraman                      |
| Craig Hall         | † Mike                           | Geluidsman                     |
| Mark Hadlow        | Harry                            | Acteur                         |
| Pip Mushin         | Zelman                           |                                |
| Ric Herbert        | Poehler                          |                                |
| Jim Knobeloch      | Farragher                        |                                |
| David Pittu        | Charles Weston                   |                                |
| Ray Woolf          | Helmsman                         |                                |
| Chris A. Romero    | Jeff                             |                                |
| Jacinta Wawatai    | Inboorlingmeisje op Skull Island |                                |

## Stemmen
- Froukje de Both (Nederlands) / Kadèr Gürbüz (Vlaams) – Ann Driscoll
- Tony Neef (Nederlands) / Tom van den Broeck (Vlaams) – Jack Driscoll
- Rolf Koster (Nederlands) / Roel Vanderstukken (Vlaams) – Carl Denham
- Thomas Kretschmann (Nederlands / Vlaams) – Sir Englehorn
- Peter Paul Muller (Nederlands) / Jef Demedts (Vlaams) – Ben Hayes, Lumpy, Gorilla Kong en Preston
- Peter Blok (Nederlands) / Jos Dom (Vlaams) – Jimmy, Choy, Bruce Baxter, Herb, Mike, Zelman en Poehler
- Arnold Geldermann (Nederlands) / Vic De Wachter (Vlaams) – Farragher, Charles Weston, Helmsman en Jeff

## Achtergrond

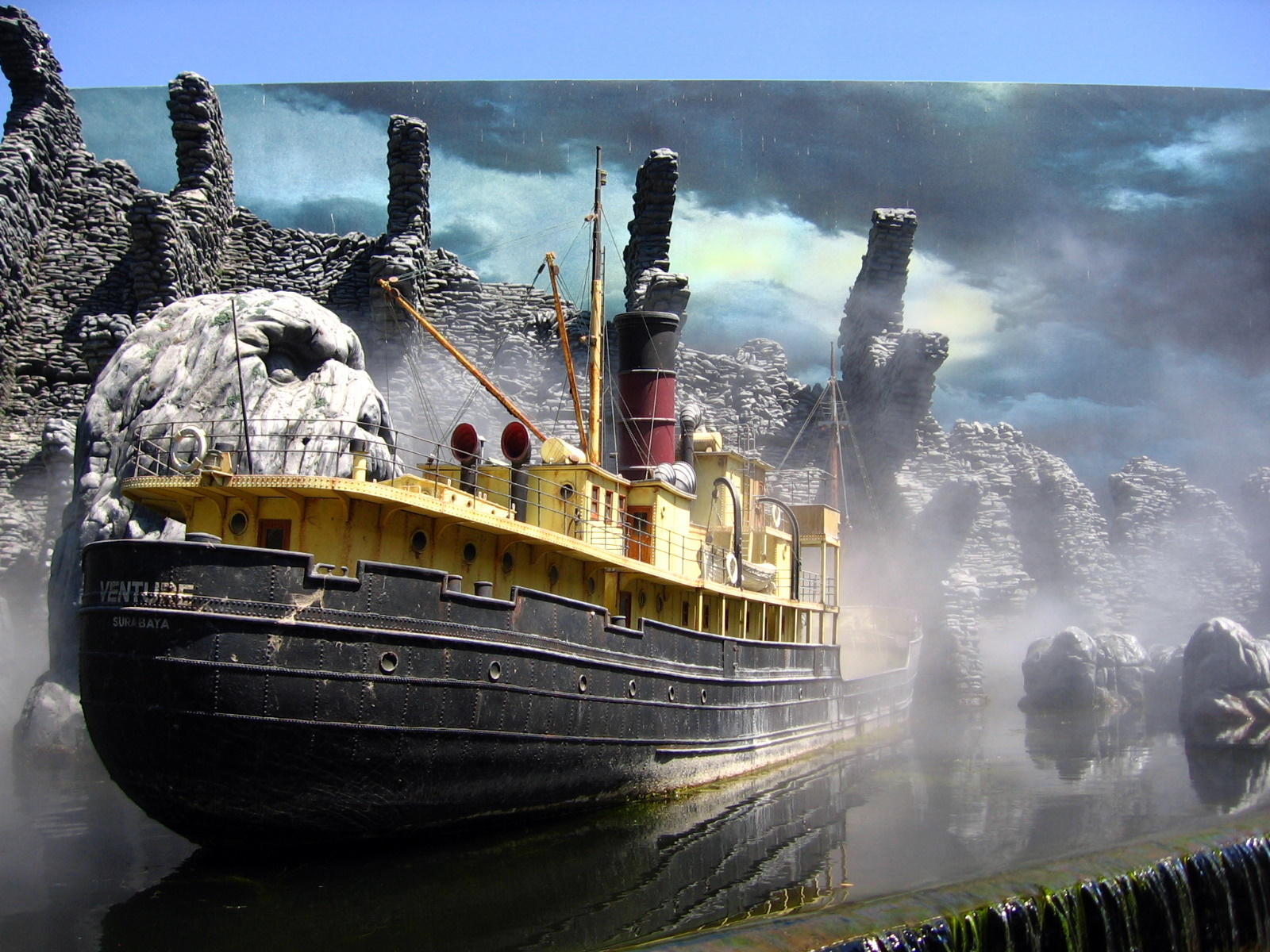
Een gebruikte set voor de film.

### Geschiedenis
Toen Peter Jackson negen jaar oud was zag hij in de Nieuw-Zeelandse stad Pukerua Bay de King Kong-film uit 1933. Op zijn twaalfde probeerde hij de film zelf na te maken met de camera van zijn ouders en een "Kong" gemaakt van draad, rubber en zijn moeders bontjas.
In 1996 ontwikkelde hij een versie die in pre-productie zou gaan binnen 6 – 7 maanden. Dit ging echter niet door omdat de studio geen toestemming gaf. Hierna begon hij te werken aan de The Lord of the Rings-trilogie. Toen deze films een enorm succes werden gaf de studio groen licht voor de King Kong-film. Peter kreeg zelfs 20 miljoen dollar betaald om de film te maken, het hoogste salaris ooit betaald aan een filmregisseur.

### Budget
Het budget van de film steeg al snel van de geplande 150 miljoen dollar naar het recordbedrag van 207 miljoen dollar. Daarmee was King Kong enige tijd de duurste film ooit. De enige reden dat Universal Studios akkoord ging met dit bedrag was omdat ze de tot dusver opgenomen scènes te zien kregen en zeer enthousiast waren over het resultaat. In 2007 kwam Spider-Man 3 uit, deze film was nog net iets duurder dan King Kong.

### Scenario
Het scenario van de film onderging drastische veranderingen tussen 1996 en 2005. In het scenario van 1996 was Ann de dochter van een beroemde Engelse archeoloog Lord Linwood Darrow, die in Sumatra Carl Denham ontmoet bij een paar ruïnes waarin een beeld van Kong en de kaart van Skull Island verborgen zijn. Dit zou de indruk moeten wekken dat de eilandbewoners ooit op het vasteland van Azië woonden. Jack Driscoll was in dit scenario geen scenarioschrijver maar eerste stuurman van het schip (net als in de originele versie) en een ex-piloot uit de Eerste Wereldoorlog die nog steeds bezig was de dood van een goede vriend, die bij gevechten omkwam, te verwerken.
Het enige bijpersonage uit dit scenario die het haalde tot het eindscenario was Carls cameraman Herb.

### Kong
Peter Jackson wilde dat Kong er in zijn film zo natuurlijk mogelijk uit zou zien, en ook zo natuurlijk mogelijk zou handelen. Om dit te doen paste hij dezelfde techniek toe als waarmee hij in zijn Lord of de Rings-films het personage Gollem realistisch neerzette. Hij liet acteur Andy Serkis in een speciaal pak met bewegingssensoren de bewegingen van Kong maken en deze werden geregistreerd door de computer. Deze handelingen werden daarna toegepast bij de digitale Kong.
Om de bewegingen zo goed mogelijk te krijgen ging Andy Serkis naar de Londense dierentuin om gorilla's te bestuderen. Hij was echter niet tevreden en reisde af naar Rwanda om wilde berggorilla's te bestuderen. Door deze combinatie van techniek en bestudering ziet Kong er in deze film realistischer uit dan in elke voorgaande film.
Naast dat hij realistischer moest zijn wilde Peter Jackson ook meer karakterontwikkeling voor Kong.

### Ontvangst

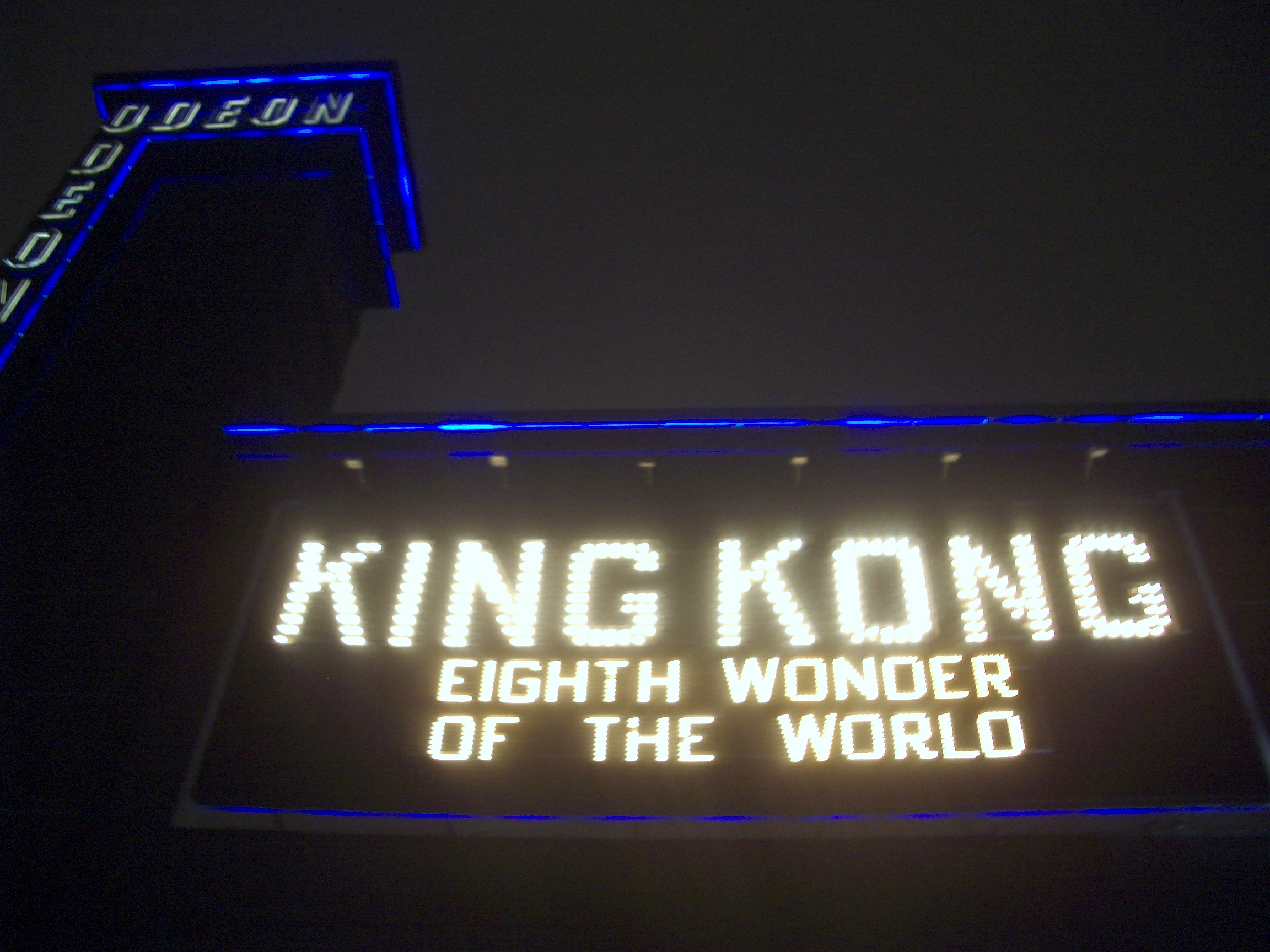
Het uithangbord op Odeon Leicester Square, waar de première plaatsvond

De film bracht op de première $9,7 miljoen op, en in het openingsweekeinde $ 50,1 miljoen. Daarmee voldeed de film niet aan de hoge verwachtingen die Universal had. De film bleef echter tot lang na de première veel bezoekers trekken, waardoor de totale opbrengst toch positief uitviel. In Noord-Amerika bracht de film $ 218,1 miljoen op, en wereldwijd $ 550,517 miljoen. Samen met de verkoop van de dvd bracht de film meer dan 700 miljoen dollar op.
De reacties op de film van critici waren positief. De film scoorde een 84% op Rotten Tomatoes. Enkele punten van kritiek waren dat de film te lang was en op sommige punten te sterk gebruik maakte van computeranimatie.